# Chrysoperla siamensis
Chrysoperla siamensis är en insektsart som beskrevs av Brooks 1994. Chrysoperla siamensis ingår i släktet Chrysoperla och familjen guldögonsländor. Inga underarter finns listade i Catalogue of Life.